# Janówek Pierwszy
Janówek Pierwszy (prononciation : [jaˈnuvɛk ˈpjɛrfʂɨ]) est un village polonais de la gmina de Wieliszew dans le powiat de Legionowo de la voïvodie de Mazovie dans le centre-est de la Pologne.
Il se situe à environ 13 kilomètres à l'ouest de Wieliszew (siège de la gmina), 10 kilomètres au nord-ouest de Legionowo (siège du powiat) et à 29 kilomètres au nord-ouest de Varsovie (capitale de la Pologne).
Le village possède approximativement une population de 520 habitants en 2005.

## Histoire
De 1975 à 1998, le village appartenait administrativement à la voïvodie de Varsovie.